# 藤井貞文
藤井 貞文（ふじい さだふみ、1906年7月4日 - 1994年6月12日）は、日本の歴史学者。國學院大學名誉教授。専門は、近世から近代に至る日本思想史。

## 経歴
1906年、山口県下関市の神職の家に生れた。1924年に旧制唐津中学校を卒業。國學院大學文学部に進学し、折口信夫の門下で学んだ。1929年に卒業。
卒業後は維新史料編纂事務局編纂事務嘱託に採用された。維新史料編纂官補として勤務し、1938年より維新史料編纂官。しかし、1942年の官制廃止にともない退職。1943年よりジャカルタ医科大学教授となるが、敗戦により帰国。
復員後は、1946年より帝国図書館・国立国会図書館に勤務。1951年、学位論文『明治初世に於ける国学の展開』を國學院大學に提出して文学博士号を取得。1952年より國學院大學教授を務めた。1964年、国会図書館を退職。1977年には國學院大學を退職し、名誉教授となった。

## 家族・親族
- 娘：藤井常世は歌人。
- 息子：藤井貞和は日本文学者。

## 著作
著書
- 『吉田松陰』地人書館 1943
- 『近世に於ける神祇思想』春秋社 1944
- 『明治天皇御年譜』明治神宮社務所 1963
- 『松原神社祭神事歴』水戸烈士遺徳顕彰会 1963
- 『明治天皇』神社本庁明治維新百年記念事業委員会 1967
- 『國學院大學八十五年史』國學院大學 1970
- 『明治国学発生史の研究』吉川弘文館 1977
- 『宿命の将軍徳川慶喜』吉川弘文館 1983
- 『開国期基督教の研究』国書刊行会 1986
- 『江戸国学転生史の研究』吉川弘文館 1987
- 『近代日本内閣史論』吉川弘文館 1988
- 『神とたましひ』錦正社 1990
- 『藤井貞文全歌集』不識書院 2003

編著
- 『国体論纂』國學院大學、1963-1964
- 『徳川慶喜公伝』(全4冊) 渋沢栄一著、校訂、平凡社〈東洋文庫〉 1967-1968
- 『長崎日記・下田日記』川路聖謨著、校注、平凡社〈東洋文庫〉 1968